# František Kalenda
František Kalenda (* 5. února 1990 Praha) je český publicista, spisovatel, autor historických románů a knih pro děti a mládež. Jeho zatím posledním dílem je historická detektivka Zpověď posledního mnicha (2023), která čtenáře zavádí do intrikami zmítaného prostředí středověkého kláštera.
Vedle spisovatelské činnosti vyučuje na Univerzitě Karlově, pracuje jako odpovědný redaktor v nakladatelství a zabývá se také publicistikou; přispíval například pro Deník Referendum, pro který jako stálý spolupracovník v Brazílii pokrýval demonstrace během brazilských protestů v létě 2013. Jako expert na Latinskou Ameriku a Francii spolupracuje s řadou dalších médií jako je magazín Finmag, Deník N, Fórum 24 nebo Český rozhlas Plus. Od konce roku 2021 působí jako zpravodaj Deníku N ve Francii.

## Dílo[4]
Despota, Signum, Praha 2011; historický román ze středověkého Řecka zmítaného politickými intrikami i náboženským fanatismem.
Ordál, Vyšehrad, Praha 2012; historický román z Transylvánie v období mongolské invaze. Nominován na Cenu Jiřího Ortena. Dílo obdrželo pozitivní hodnocení recenzentů. Doslovem jej opatřil literární historik Martin C. Putna.
Pes, kocour a sirotek, Vyšehrad + Meander, Praha 2016. Román pro děti a mládež o putování podivuhodné trojice ze středověkých Čech skoro až na konec tehdejšího známého světa.
Vraždy ve znamení hvězdy, Vyšehrad, Praha 2016; historický detektivní román z období Karla IV. Siegfried, dvorní lékař královny Anny Falcké, vyšetřuje zločiny připisované pražské židovské komunitě.
Zlomený král, Vyšehrad, Praha 2018; lékař Siegfried na hradě Lichnice řeší záhadné zranění Karla IV. a zaplétá se do intrik týkajících se osudu celé Svaté říše římské.
Šarlatové zmije, Vyšehrad, Praha 2019.
Dcera labyrintu, Bourdon, Praha 2022. Při pátrání po svém původu objeví šestnáctiletá Kora bránu do jiného světa. Právě z tohoto nebezpečného místa obývaného starověkými bohy a netvory měla být jako malé dítě unesena. Návrat domů ale neprobíhá podle plánu – vrazi jejích rodičů touží dokončit to, co začali.
Zpověď posledního mnicha, Bourdon, Praha 2023. Berenger a Romuald, dva bratři původem z Českého království, nalezli útočiště i nový domov v zapadlém benediktinském klášteře v portugalských horách. O Velikonocích roku 1322 však životem celé mnišské komunity otřese série vražd a brzy se o život musí obávat i oba bratři, které dohání jejich léta skrývaná minulost.
Rytíř zeleného kříže, Vyšehrad, Praha 2024. Rok 1212. Malomocný rytíř Mikuláš se vrací ze Svaté země, aby přesvědčil krále Přemysla Otakara I. k podpoře křižáků. Po příjezdu do Prahy však zjistí, že jeho dávná láska Barbora byla zavražděna a její syn zmizel. Mikuláš se spojí s pražskými lazariány, aby odhalil spiknutí sahající až na Pražský hrad.